# Maurice Evans (basquetebolista)

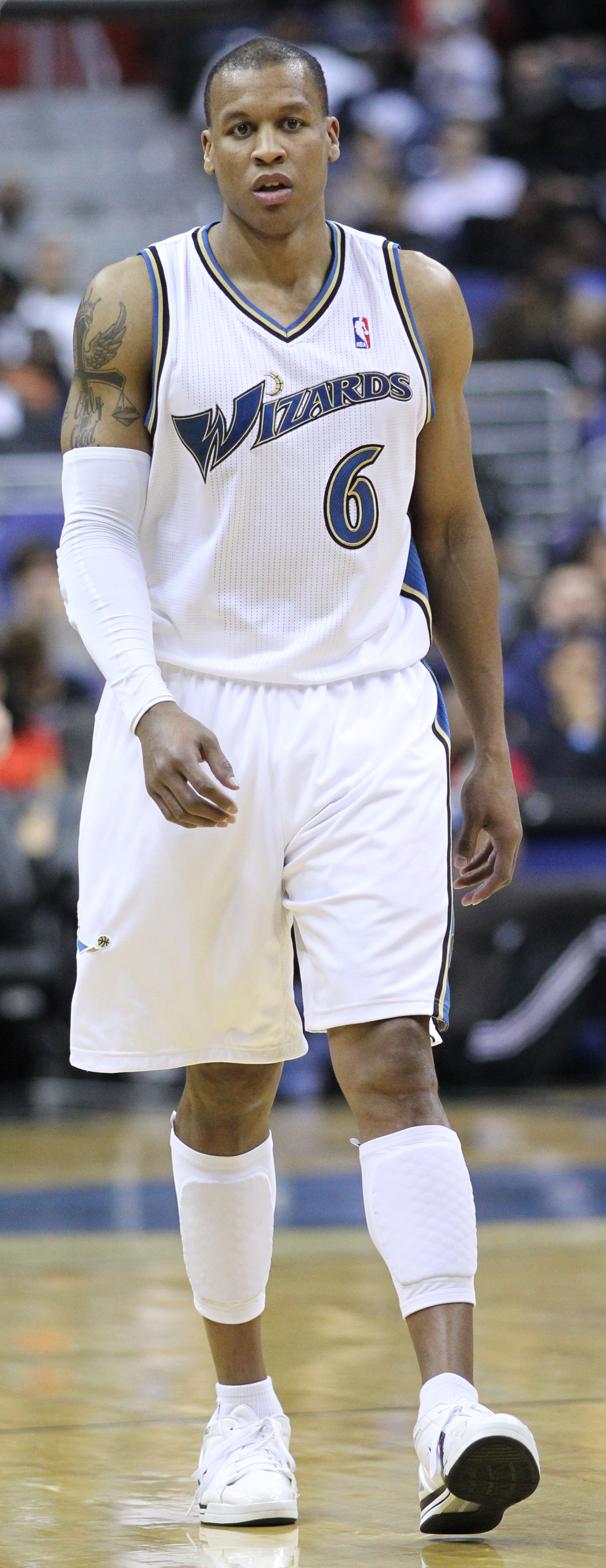

Maurice Evans (Wichita, 8 de novembro de 1978) é um ex-basquetebolista profissional estadunidense.